# Statsraad Lehmkuhl
SS Statsraad Lehmkuhl (SS = seilskip) är en tremastad stålbark från 1914 som idag ägs av norska Stiftelsen Statsraad Lehmkuhl. Skeppet har sin hemmahamn i norska staden Bergen och används som skolfartyg för allmänheten samt utbildningar för sjömän från den norska flottan.
Skeppet drivs av 22 stycken segel och en dieseldriven enkelpropeller i aktern.

## Krigsåren
Fartyget är byggt i Tyskland år 1914 som ett skolfartyg för den tyska handelsflottan, och hette ursprungligen Grossherzog Friedrich August.
Efter första världskriget konfiskerades fartyget av Storbritannien som krigsbyte. År 1921 köptes fartyget av den norske politikern, minister Kristoffer Lehmkuhl.
År 1940 togs fartyget som krigsbyte av nazityska krigsmakten under Operation Weserübung och användes som bostad och högkvarter av officerarna för kustbevakningsförbandet på norska västkusten (tyska: Küstensicherungsverband Westküste), under perioden omdöpt till Westwärts. Efter kriget återgick skeppet till norska händer som skolfartyg.

## Hybridtillägg
År 2019 försågs skeppet med hybridmotortillägg, en så kallad hybridaxelgenerator (engelska: hybrid shaft generator, kort HSG), som alstrar ström genom att låta propellern drivas av motgående vatten under seglats eller av vanlig axeldrift och hjälper den ursprungliga dieselmotorn minska utsläppen genom hjälpdrift, alternativt att dieselmotorn helt ersätts av strömdrift under kortare perioder. Strömmen lagras i en batteribank för 370 kilowattimmar och paketet installerades av norska Kongsberg Gruppen efter att de köpt upp Rolls-Royce Commercial Marine.

## Bilder

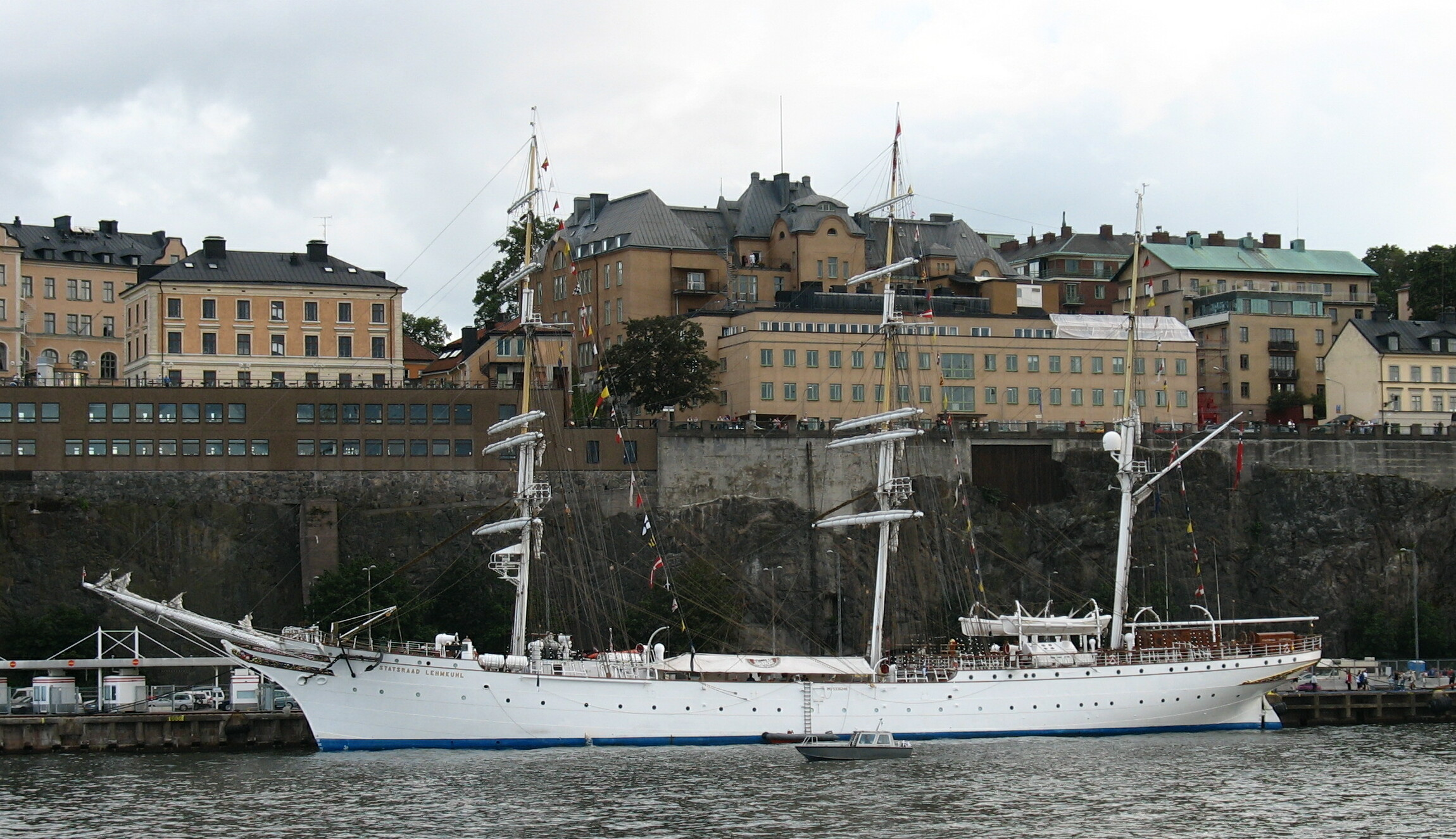
Statsraad Lehmkuhl i Stockholm, inför The Tall Ships' Races, juli 2007.
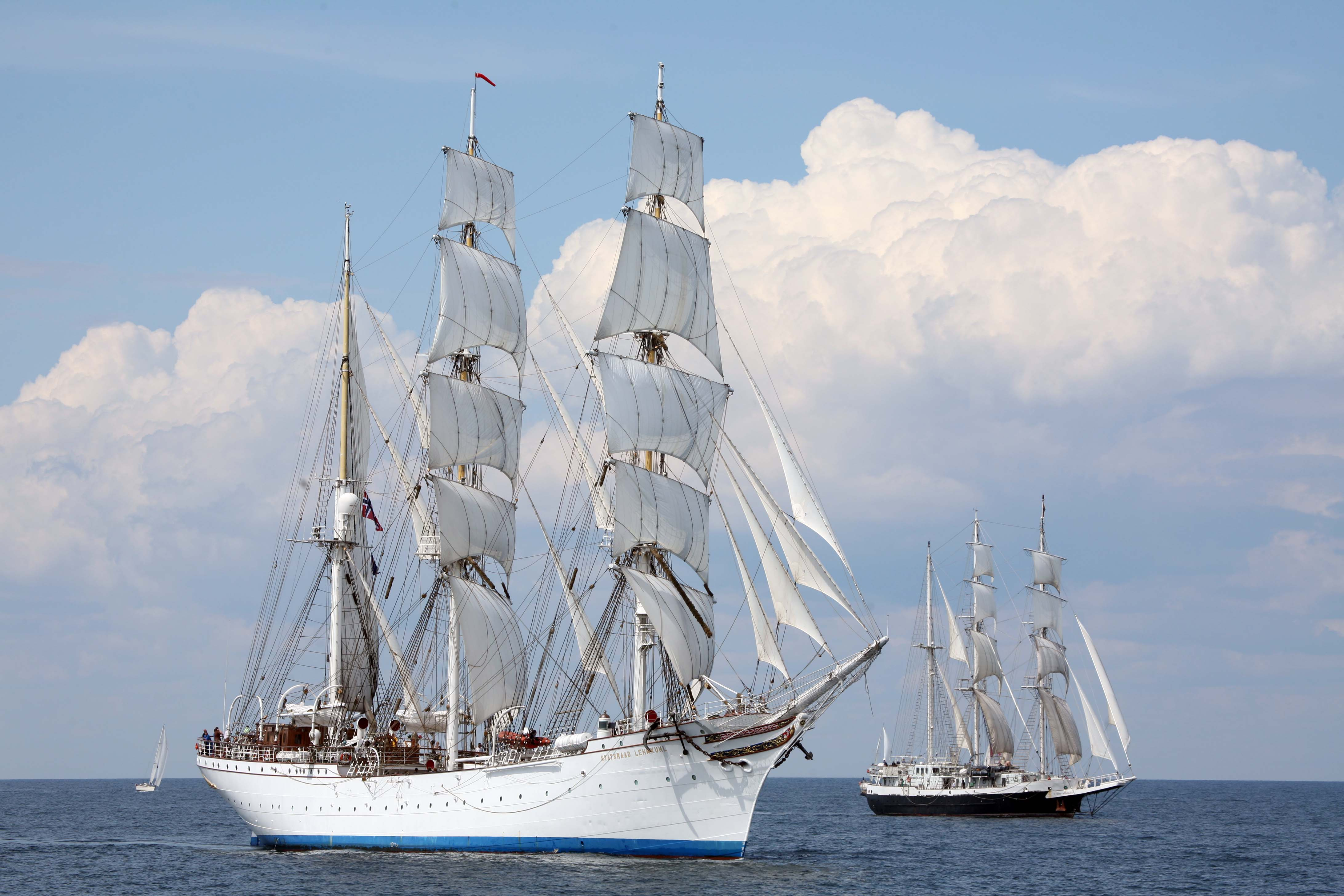
Statsraad Lehmkuhl och STS Lord Nelson under Tall Ships' Races i Östersjön, 2007.
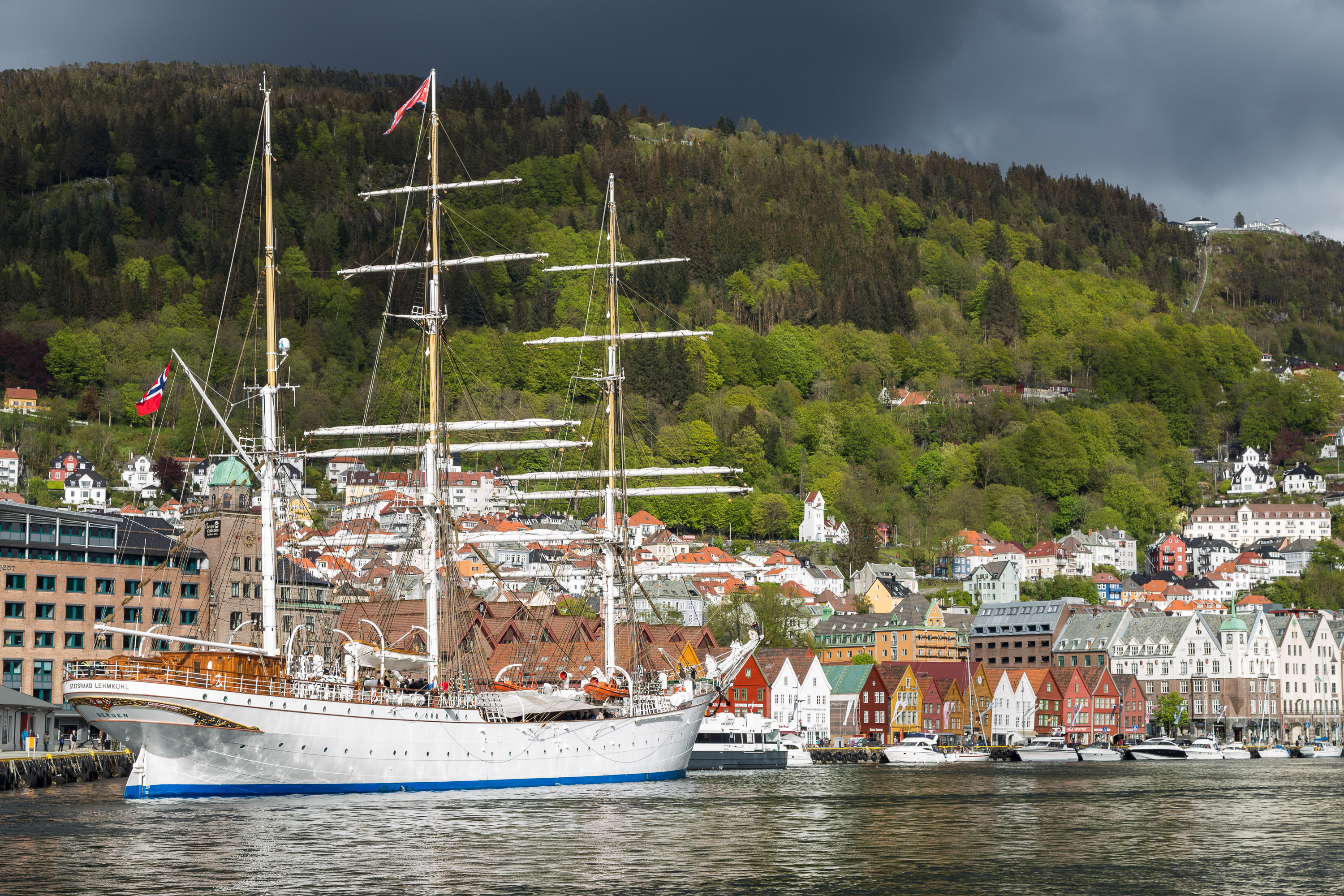
Statsraad Lehmkuhl i Bergen, 2015.